# Distrito electoral 2 (condado de Monroe, Illinois)
El distrito electoral de 2 (en inglés: Precinct 2) es un distrito electoral ubicado en el condado de Monroe en el estado estadounidense de Illinois. En el Censo de 2010 tenía una población de 497 habitantes y una densidad poblacional de 1.296,57 personas por km².

## Geografía
Según la Oficina del Censo de los Estados Unidos, tiene una superficie total de 0.38 km², de la cual 0.38 km² corresponden a tierra firme y (0%) 0 km² es agua.

## Demografía
Según el censo de 2010, había 497 personas residiendo en el distrito electoral de 2. La densidad de población era de 1.296,57 hab./km². De los 497 habitantes, el distrito electoral de 2 estaba compuesto por el 95.17% blancos, el 1.21% eran afroamericanos, el 0% eran amerindios, el 1.01% eran asiáticos, el 0% eran isleños del Pacífico, el 0.4% eran de otras razas y el 2.21% pertenecían a dos o más razas. Del total de la población el 2.21% eran hispanos o latinos de cualquier raza.